# Roestkruinleeuwerik
De roestkruinleeuwerik (Calandrella eremica) is een vogel uit de familie van de leeuweriken (Alaudidae). Op grond van in 2016 gepubliceerd moleculair genetisch onderzoek is deze soort afgesplitst van Blanfords leeuwerik (C. blanfordi).

## Verspreiding en leefgebied
Deze soort komt voor in de Hoorn van Afrika en op het Arabisch Schiereiland. Er zijn twee ondersoorten:
- C. e. eremica: in het zuidwesten van het Arabisch Schiereiland
- C. e. daaroodensis: noordelijk Somalië en noordoostelijk Ethiopië.